# Supremacia branca
Supremacia branca é uma forma de racismo centrada na crença (e na promoção desta crença) de que as pessoas brancas são superiores a pessoas de outras origens raciais, como por exemplo: indígenas, negros, pardos, entre outros, e que, portanto, os brancos devem governar politicamente, economicamente e socialmente acima dos não-brancos. 
O termo também é tipicamente usado para descrever uma ideologia política que perpetua e mantém a dominação social, política, histórica e econômica por pessoas brancas (como evidenciado pelas estruturas sociopolíticas históricas e contemporâneas, como o comércio atlântico de escravos, as leis Jim Crow nos Estados Unidos e o apartheid, na África do Sul).
A supremacia branca tem raízes na agora desacreditada doutrina do racismo científico, e foi uma justificação chave para o colonialismo europeu e o nazismo. Está subjacente a um espectro de movimentos contemporâneos, incluindo os neoconfederados e os neonazistas.

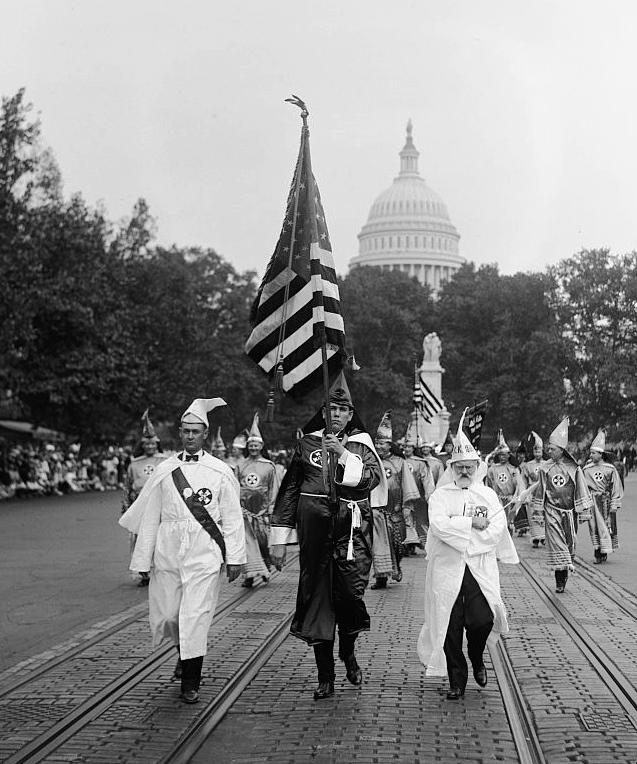
Membros da Ku Klux Klan, o maior grupo de supremacia branca dos Estados Unidos numa parada em Washington, em 1926.

Diferentes formas de supremacia branca estenderam diferentes concepções do que é considerado branco e diferentes supremacistas brancos identificam vários grupos raciais e culturais, como seu principal inimigo. Grupos supremacistas brancos normalmente perseguem e se opõem a negros, imigrantes, judeus e, no caso do Ku Klux Klan, a católicos e negros. Estes grupos são responsáveis por alguns atentados contra pessoas que não são consideradas brancas ao redor do mundo.